# Machři
Machři (v anglickém originále Grown Ups) je americká filmová komedie z roku 2010. Jejím režisérem byl Dennis Dugan a scénář napsali Adam Sandler a Fred Wolf. Hlavní roli Lennyho Federa ve filmu ztvárnil Sandler. Dále ve filmu hráli například Rob Schneider, Chris Rock, Kevin James, David Spade a Steve Buscemi. Hudbu k němu složil Rupert Gregson-Williams. Snímek vyprodukovala Sandlerova společnost Happy Madison Productions a distribuovala jej Columbia Pictures. Tři roky po uvedení filmu měl premiéru jeho sequel nazvaný Machři 2.